# Raisa Gorbaczowa
Raisa Maksimowna Gorbaczowa (ros. Раиса Максимовна Горбачёва, z domu Titarienko ros. Титаре́нко; ur. 5 stycznia 1932 w Rubcowsku, zm. 20 września 1999 w Münsterze) – rosyjska socjolog, nauczycielka, działaczka społeczna, żona sekretarza generalnego Komunistycznej Partii Związku Radzieckiego i prezydenta ZSRR Michaiła Gorbaczowa.

## Życiorys
Urodziła się 5 stycznia 1932 w Rubcowsku w Kraju Ałtajskim. Była córką inżyniera kolejowego. Ukończyła naukę w szkole średniej z najwyższym odznaczeniem. Podjęła studia filozoficzne na Uniwersytecie Moskiewskim im. M.W. Łomonosowa, które ukończyła w 1955. Podczas studiów poznała w domu akademickim w Moskwie Michaiła Gorbaczowa, którego wkrótce potem poślubiła i po 1955 oboje osiedli w Stawropolu. W Kraju Stawropolskim zamieszkiwała z mężem przez kolejne 23 lata pracując jako nauczycielka w szkole. Przez męża była określana zdrobniale „Rajeczka”. Oboje mieli córkę Irinę (ur. 1957), która została lekarzem i żoną chirurga Anatolija Winganskiego, a potem biznesmena Andrieja Truchaczowa.
Wykładała filozofię (w 1967 obroniła doktorat z socjologii). Po 1985, po wyborze męża na najwyższy urząd partyjno-państwowy, zajęła się działalnością społeczną. Utworzyła m.in. Radziecki Fundusz Kultury (założony jesienią 1986, finansujący odbudowę cerkwi i pomników oraz zakup za granicą arcydzieł rosyjskiej sztuki), w którym zasiadła. Zajmowała się także działalnością charytatywną. Towarzysząc mężowi w licznych spotkaniach zagranicznych, zdobyła znaczną popularność za granicą. Otrzymała liczne tytuły honorowe, a także doktoraty honoris causa.
W ZSRR jej styl życia wywoływał zarówno pozytywne, jak i negatywne reakcje. Podczas sierpniowego puczu w 1991 aresztowanie męża przypłaciła zawałem. Później brała udział w różnych społecznych projektach. Uważa się, że wywierała znaczny wpływ na męża.
Zmarła na białaczkę w Münsterze w Niemczech. Pochowana na Cmentarzu Nowodziewiczym w Moskwie.